# XXIe siècle en droit
Le XXIe siècle (21e siècle) a commencé le 1er janvier 2001 et se finira le 31 décembre 2100.  Il s'étend entre les jours juliens 2 451 911 à 2 488 434 inclus.

## Calendrier

### Liste des années duXXIesiècle
2001 en droit • 2002 en droit • 2003 en droit • 2004 en droit • 2005 en droit
2006 en droit • 2007 en droit • 2008 en droit • 2009 en droit • 2010 en droit

2011 en droit • 2012 en droit • 2013 en droit • 2014 en droit • 2015 en droit
2016 en droit • 2017 en droit • 2018 en droit • 2019 en droit • 2020 en droit

2021 en droit • 2022 en droit • 2023 en droit • 2024 en droit • 2025 en droit
2026 en droit • 2027 en droit • 2028 en droit • 2029 en droit • 2030 en droit

2031 en droit • 2032 en droit • 2033 en droit • 2034 en droit • 2035 en droit
2036 en droit • 2037 en droit • 2038 en droit • 2039 en droit • 2040 en droit

2041 en droit • 2042 en droit • 2043 en droit • 2044 en droit • 2045 en droit
2046 en droit • 2047 en droit • 2048 en droit • 2049 en droit • 2050 en droit

2051 en droit • 2052 en droit • 2053 en droit • 2054 en droit • 2055 en droit
2056 en droit • 2057 en droit • 2058 en droit • 2059 en droit • 2060 en droit

2061 en droit • 2062 en droit • 2063 en droit • 2064 en droit • 2065 en droit
2066 en droit • 2067 en droit • 2068 en droit • 2069 en droit • 2070 en droit

2071 en droit • 2072 en droit • 2073 en droit • 2074 en droit • 2075 en droit
2076 en droit • 2077 en droit • 2078 en droit • 2079 en droit • 2080 en droit

2081 en droit • 2082 en droit • 2083 en droit • 2084 en droit • 2085 en droit
2086 en droit • 2087 en droit • 2088 en droit • 2089 en droit • 2090 en droit

2091 en droit • 2092 en droit • 2093 en droit • 2094 en droit • 2095 en droit
2096 en droit • 2097 en droit • 2098 en droit • 2099 en droit • 2100 en droit